# Мзамборо

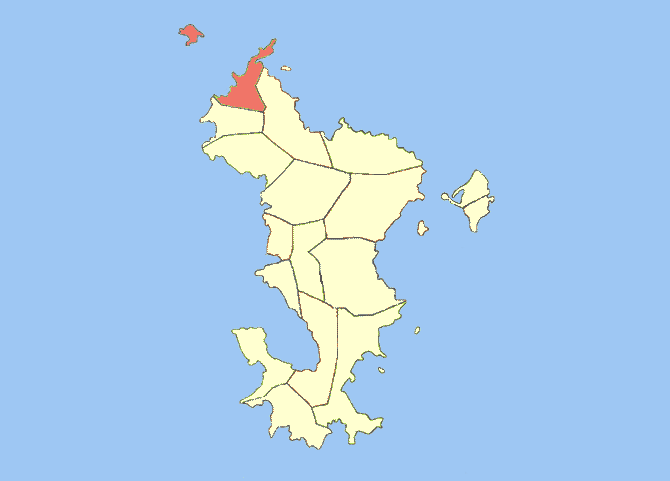
Коммуна Мзамборо на карте Майотты

Мзамборо (фр. Mtsamboro, ком. Mtsamboro)— коммуна и одноимённый рыбацкий посёлок в островном регионе Майотта на северо-западном побережье острова Майотта (Маоре). 
Центром коммуны является одноимённый рыбацкий посёлок Мзамборо (3 323 жителей, 2012 год) на  северо-западном побережье острова Майотта (Маоре). В коммуну также входят располагающиеся северо-восточнее вдоль побережья соответственно посёлки Мжаго (Hamjago — 1,886 жителей, 2012 год) и Мцахара (Mtsahara — 2,596 жителей, 2012 год). Общая численность населения коммуны составляет 7,805 жителей (2012 год).
В состав коммуны помимо этого входит располагающиеся к северо-западу от одноимённого посёлка остров Мзамборо и находящиеся в проливе между ними острова Маландзамиа, включая о. Маландзамиажу и о. Маландзамиацини.